# Instituto Nacional de Industria
L'Instituto Nacional de Industria (INI) è stata un'impresa pubblica spagnola, operativa dal 1941 al 1995 e simile all'Istituto per la Ricostruzione Industriale italiano. Dal 1995 è stato sostituito dalla Sociedad Estatal de Participaciones Industriales (SEPI).

## Storia
L'INI fu fondata il 25 settembre 1941 con l'obiettivo di ricostruire la Spagna dopo la guerra civile appena conclusasi, durante il periodo dell'autarchia spagnola (1939-1959). Nonostante i primi insuccessi iniziali, ben presto l'INI divenne il conglomerato industriale più grande della Spagna e, dopo il piano di stabilizzazione del 1959, portò il paese nel milagro económico.
Alcune delle aziende e degli enti fondati proprio dall'INI furono la SEAT, la Endesa (settore energia), molte aziende per l'estrazione delle risorse minerarie, per la produzione di prodotti chimici, agricoli e molto altro ancora. Furono incorporate anche altre imprese originariamente private come l'Iberia.
Al 1980 l'istituto giunse ad avere 250.000 impiegati e a gestire oltre 180 imprese. L'INI svolse anche una funzione di aiuto alle imprese che erano entrate in crisi con le crisi petrolifere degli anni '70 (1973, 1979).
A partire dal 1984 l'INI abbandonò la sua funzione di aiuto al settore privato e cominciò la riconversione di diversi settori, preferendo la privatizzazione e la competizione tra privati. Venne infine dismesso nel 1995 e trasformato l'anno dopo nella SEPI.